# Inmigración hongkonesa en Estados Unidos
La inmigración hongkonesa en Estados Unidos es el proceso migratorio desde Hong Kong (región administrativa especial de la República Popular China y excolonia del Reino Unido) hacia los Estados Unidos. De acuerdo con la Encuesta de la Comunidad Americana de 2012 de la Oficina del Censo de Estados Unidos, hay 219,231 estadounidenses nacidos en Hong Kong, una cifra que excluye a los inmigrantes procedentes de Hong Kong que nacieron en otros lugares, y descendientes de hongkoneses.
Las principales comunidades se encuentran en California, la Ciudad de Nueva York y Seattle, en el estado de Washington.

## Historia
El apogeo de la inmigración de hongkoneses de habla cantonesa fue desde finales de la década de 1960, hasta los años 1980, asentándose principalmente en el barrio chino de San Francisco y el barrio chino de Manhattan, Nueva York, arribados después de la aprobación de la Ley de Inmigración y Nacionalidad de 1965. En los barrios chinos muchos inmigrantes de Hong Kong abrieron negocios tales como restaurantes y supermercados chinos. En San Francisco, la llegada de hongkoneses provocó el cambio del dialecto más hablado desde un sub-dialecto cantonés de Hoisin hacia el dialecto cantonés más hablado en la región.
En 1882, el congreso de los Estados Unidos sancionó Ley de Exclusión China (Chinese Exclusion Act), vigente hasta los años 1940. La derogación de la ley se debió a la ayuda brindada por China en la derrota de Japón en la Segunda Guerra Mundial. Al mismo tiempo, War Brides Act permitió que los veteranos chinos de origen estadounidense (la mayoría oriunda de Hong Kong) pudieran emigrar a Estados Unidos con sus familias, hecho ocurrido en los años 1950.
Anteriormente, algunos cantoneses emigrados por la fiebre de oro de California partieron hacia suelo estadounidense desde el puerto de Hong Kong. Algunos de ellos trabajaban como culíes para los colonos británicos.
En los años 1940 y 1960 también contribuyeron a la expansión demográfica del barrio chino de Manhattan. En el barrio existe un área llamada Little Hong Kong (en chino: 小香港, Xiǎo Xiānggǎng) ubicada en la parte occidental sobre la calle Mott. Aquí se emplea fundamentalmente el dialecto cantonés estándar.
Durante las décadas de 1980 y la década de 1990, un gran número de inmigrantes altamente calificados de Hong Kong se estableció en el Valle de San Gabriel del condado de Los Ángeles, y el área de la bahía de San Francisco, donde muchos eran empleados de empresas de alta tecnología en Silicon Valley. Muchos de los inmigrantes de Hong Kong en el área de la bahía residen en comunidades suburbanas, como Burlingame, South San Francisco, y San Mateo, y los distritos de Richmond y Sunset en San Francisco. A su vez que esto sucedía, la inmigración hongkonesa a Nueva York decreció.
Un área de Monterey Park, en California, fue promocionada por un desarrollador de bienes raíces para la radicación de inmigrantes taiwaneses y también de otras partes de Asia, como hongkoneses y japoneses desde la década de 1970. Para el año 1996, al menos dos tercios de las 5.000 empresas de Monterey Park eran propiedad de personas taiwanesas o de Hong Kong. También había un alcalde chino y un ayuntamiento predominantemente asiático. El cambio demográfico generó tensión en la comunidad estadounidense local de ascendencia europea. El consejo local pensó en imponer el idioma inglés como idioma oficial y de uso y aprendizaje obligatorio.
Bajo el dominio británico, Hong Kong fue considerada una jurisdicción independiente a los efectos de la inmigración desde la región de China, y este estado continuó después de la entrega en 1997 como resultado de la Ley de Inmigración de 1990.

## Demografía
Hacia 2012 habían 219.231 personas en los Estados Unidos nacidas en Hong Kong, de los cuales 96.281 vivían en el estado de California. 39.523 de las personas nacidas en Hong Kong viven en Nueva York. También hay una comunidad importante de hongkoneses en el área metropolitana de Boston, sobre todo en Quincy, Massachusetts.

## Barrios chinos

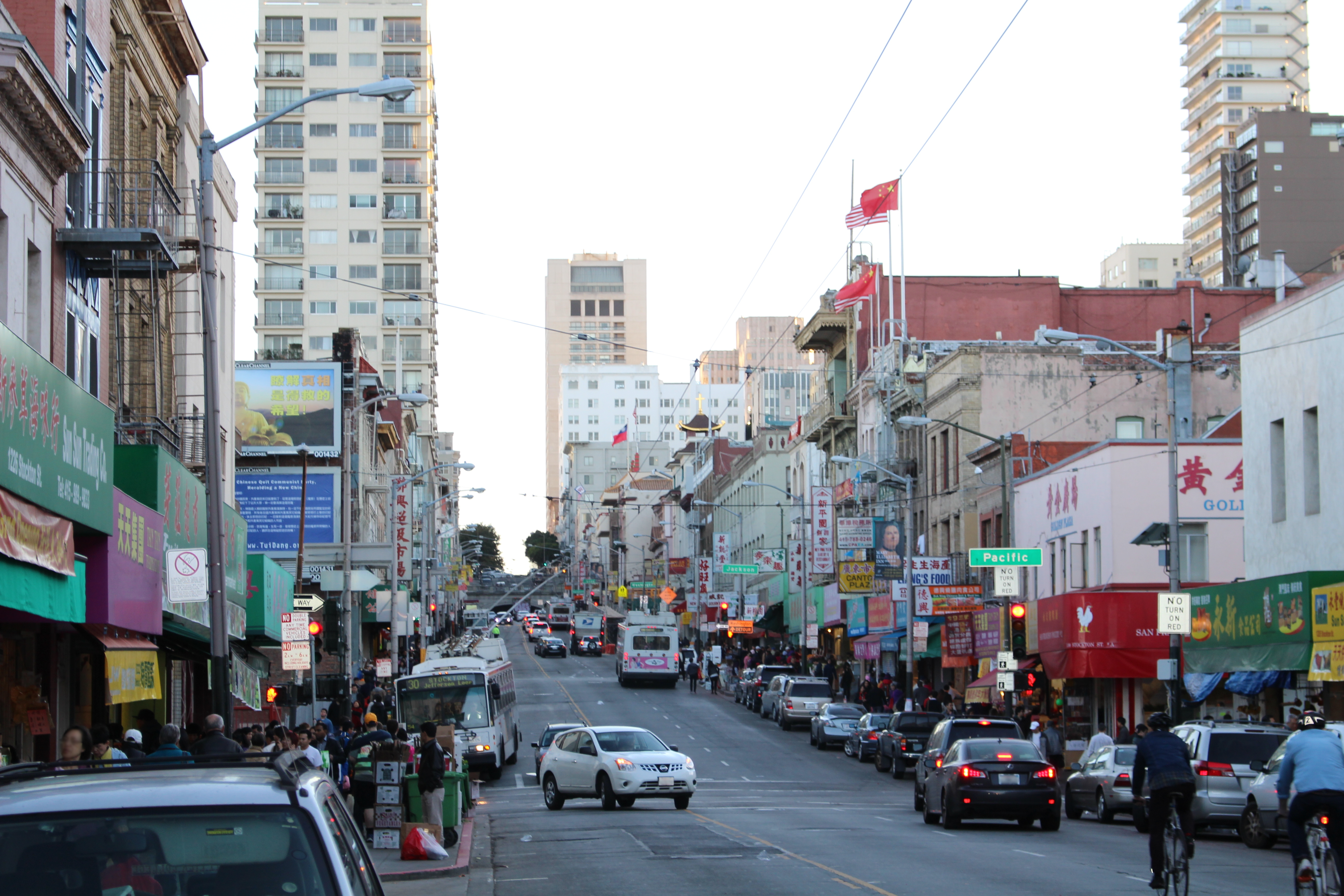
La calle Stockton Street en el barrio chino de San Francisco.

En el barrio chino de San Francisco, la calle Stockton (en chino: 市德頓街) posee características que recuerdan a las calles de Hong Kong. Posee muchos mercados con productos frescos como vegetales y pescados. Uno de los mercados en su nombre hace referencia a Kowloon. La cadena de supermercados Hong Kong Supermarket (en chino tradicional, 香港超級市場; en chino simplificado, 香港超级市场; pinyin, Xīanggǎng Chāojíshìcháng; Yale cantonés, Hēunggóng Chīukāp Síhchèuhng) tiene su sede en Los Ángeles y sucursales por todas las ciudades estadounidenses con comunidades chinas. Los hongkoneses también han establecido restaurantes cantoneses en varias ciudades.